# Josep Comas i Solà
Josep Comas i Solà, född 17 december 1868 i Barcelona, död där 2 december 1937, var en spansk astronom.
Comas var verksam vid Fabra-observatoriet i Barcelona. Han tilldelades Jules Janssens pris 1905 och var ledamot av Reial Acadèmia de Ciències i Arts de Barcelona.
Minor Planet Center listar honom som J. Comas Sola och som upptäckare av 11 asteroider mellan 1915 och 1930.
Han upptäckte kometen 32P/Comas Solà. Tillsammans med Grigorij Sjajn upptäckte han den icke-periodiska kometen C/1925 F1.

## Eftermäle
Nedslagskratern Comas Sola på planeten Mars och asteroiderna 1102 Pepita och 1655 Comas Solà är uppkallade efter honom.

## Asteroid upptäckt av Josep Comas i Solà
| 804 Hispania    | 20 mars 1915      |
| 925 Alphonsina  | 13 januari 1920   |
| 945 Barcelona   | 3 februari 1921   |
| 986 Amelia      | 19 oktober 1922   |
| 1102 Pepita     | 5 november 1928   |
| 1117 Reginita   | 24 maj 1927       |
| 1136 Mercedes   | 30 oktober 1929   |
| 1188 Gothlandia | 30 september 1930 |
| 1626 Sadeya     | 10 januari 1927   |
| 1655 Comas Solà | 28 november 1929  |
| 1708 Pólit      | 1 december 1929   |